# Trioza longicornis
Trioza longicornis är en insektsart som beskrevs av Crawford 1910. Trioza longicornis ingår i släktet Trioza och familjen spetsbladloppor. Inga underarter finns listade i Catalogue of Life.